# Stéphane Foenkinos
 (octobre 2023).
Pour les articles homonymes, voir Foenkinos.
Stéphane Foenkinos, né le 27 octobre 1968 à Paris, est un directeur de casting, scénariste et réalisateur français.
Il est le frère de l'écrivain David Foenkinos.

## Biographie

### Cinéma et Télévision
Professeur d'anglais de formation, il devient directeur de casting en 1997, à la suite d'une rencontre avec Jacques Doillon.
Associé à son frère, l’écrivain David Foenkinos, il écrit et réalise le court métrage Une histoire de pieds (2005), primé à de nombreuses reprises. En 2011, ils adaptent le roman à succès de David La Délicatesse, pour le long métrage éponyme, parcours sentimental accidenté d'une jeune femme en quête de renaissance avec Audrey Tautou et François Damiens. Le film rencontre son public en France, est nommé deux fois aux César.
Début 2017, ils débutent le tournage de leur deuxième long-métrage, un scénario original intitulé Jalouse ; le film, sorti en novembre de la même année vaut à son interprète principale, Karin Viard, le Globe de Cristal de la meilleure interprète féminine de l'année et une nomination aux César de la meilleure actrice. Ils réitèrent l’aventure avec Les Fantasmes en 2021, film à sketches traitant de la sexualité dans le couple avec 13 interprètes principaux parmi lesquels, outre Karin Viard qu’ils retrouvent, Monica Bellucci, Carole Bouquet, Ramzy Bedia...
À la suite d’un clip pour le chanteur québécois Pierre Lapointe,,, Stéphane lui confie le rôle principal de sa Trilogie du Canard, courts-métrages situés entre Paris et Montréal aux côtés de Monia Chokri et de la chanteuse Emilie Simon,.

### Théâtre
Auteur associé au Centre national de création d'Orléans, il propose avec Arthur Nauzyciel des soirées Improbables, où des comédiens lisent des textes décalés. Ont ainsi participé depuis 2010 : Karin Viard, Ariane Ascaride, Françoise Fabian, Anne Brochet, Pascal Greggory, Aure Atika, Amira Casar...

En 2021, il crée toujours d’après et avec Tania de Montaigne, L’Assignation au TNB de Rennes puis au théâtre du Rond-Point avant une tournée,,,.
En 2023, ils en tirent un docu théâtre, Sale Race, pour France Télévision avec les participations de Liliane Rovère, Valérie Karsenti, Amir, Théo Curin, Hugo Bardin alias Paloma, Paola Locatelli, Lucien Jean-Baptiste… Diffusé en mai 2023, il rencontre un beau succès d’audience,. 

### Expositions et nouvelles technologies
Avec la cinéaste Stéphanie Murat et la scénariste Raphaëlle Desplechin, il s'est prêté au jeu du modèle en incarnant 55 écrivaines, pour une exposition photo présentée à la Galerie Dupin en 2011. Elle a été suivie d'une autre exposition rendant cette fois-ci hommage aux femmes politiques en juin 2015, inaugurée par François Hollande,.
Après l’animation, l’écriture et la réalisation, Noire/Colored, exposition immersive d’après Noire de Tania de Montaigne, est sa première incursion dans l’univers de la réalité augmentée en co-réalisation avec Pierre-Alain Giraud. Elle a été présentée en première mondiale au Centre Pompidou en avril 2023 avant une tournée internationale (Milan, Montréal, Taipei, Bruxelles…),,,.
Sélectionné dans la première compétition immersive de son histoire, Noire remporte le prix de la meilleure œuvre en mai 2024, au festival de Cannes ,.

## Filmographie

### Directeur de casting
- 1998 : L'École de la chair
- 1998 : Alice et Martin
- 1999 : Les Amants criminels
- 1999 : Petits Frères
- 2000 : On fait comme on a dit
- 2001 : Comment j'ai tué mon père
- 2001 : Voyance et Manigance
- 2001 : L'Art (délicat) de la séduction
- 2001 : Éloge de l'amour
- 2001 : Belphégor, le fantôme du Louvre
- 2001 : Origine contrôlée
- 2002 : Meurs un autre jour
- 2003 : Raja
- 2003 : Rire et Châtiment
- 2004 : Victoire
- 2005 : Harry Potter et la Coupe de Feu
- 2005 : La Tête haute (télévision)
- 2005 : Akoibon
- 2006 : Les Ambitieux
- 2006 : Casino Royale
- 2006 : La Californie
- 2007 : L'Ennemi intime
- 2007 : Molière
- 2007 : Deux vies plus une
- 2008 : Les Femmes de l'ombre
- 2008 : The Visitor
- 2008 : Leur morale... et la nôtre
- 2008 : Un château en Espagne
- 2010 : Sans laisser de traces
- 2010 : The Tourist
- 2011 : Minuit à Paris
- 2013 : À la Merveille
- 2014 : Magic in the Moonlight
- 2015 : The Walk

### Scénariste
- 2005 : Une histoire de pieds[30], court métrage, coécrit et coréalisé avec son frère David
- 2009 : Vénus et Apollon, saison 2
- 2011 : Hard, saison 2
- 2011 : Le Jour le plus court, bande annonce de la fête du court métrage éponyme, réalisée par Alexandre Athané[31]
- 2014 : La Naissance des méduses, épisode 3, saison 7 de la série télévisée Fais pas ci, fais pas ça[32], coscénariste, avec le réalisateur de l'épisode, Michel Leclerc
- 2017 : Chapati chapata, épisode 4, saison 9 de la série télévisée Fais pas ci, fais pas ça, coscénariste, avec la réalisatrice de l'épisode, Cathy Verney
- 2017 : Jalouse, co-écrit avec David Foenkinos
- 2020 : Les Fantasmes, co-écrit avec David Foenkinos

### Réalisateur

#### Courts métrages
- 2005 : Une histoire de pieds[30], co-réalisé avec son frère Davidavec Pascale Arbillot, Lionel Abelanski, Thibault de Montalembert, Sylvie Joly, Marco Prince, Stéphanie Murat ; musique originale composée et interprétée par Marco Prince.
- 2012 - 2013 : La Trilogie du Canard 
  - Élise avec Émilie Simon
  - Gédéon avec Pierre Lapointe
  - Sofia avec Monia Chokri
- 2013 : Il est trop beau, je ne risque rien, film de campagne prévention Sida “Tu sais quoi?”.
- 2013 : Lizzie, sketch du film autrichien « Tanzcafe Jenseits ».
- 2015 : Le Début

#### Longs métrages
- 2011 : La Délicatesse, long-métrage coréalisé avec son frère David
- 2017 : Jalouse, long-métrage coréalisé avec son frère David
- 2021 : Les Fantasmes, long-métrage coréalisé avec son frère David

#### TV / Documentaires
- 2023 : Sale Race, conception et adaptation, réalisé par François Hanss, d’après « L’Assignation » de Tania de Montaigne, France 5 / 984 Productions / Je Films.
- 2021 : Noire, mise en scène de la captation, réalisé par François Hanss, de et avec Tania de Montaigne, France 5 / ADLTV

#### Clips
- 2011 : Mon Chevalier, Emilie Simon, extrait de l’album Franky’s Knight.
- 2011 : Tous les visages, Pierre Lapointe, extrait de l’album Seul au Piano.

### Mise en scène en réalité augmentée
- Noire / Colored, adaptation immersive de la vie de Claudette Colvin en réalité augmentée par Stéphane Foenkinos et Pierre-Alain Giraud avec Tania de Montaigne en 2023 au Centre national d'art et de culture Georges-Pompidou[33].

### Acteur
- 2001: J'ai faim !!! de Florence Quentin
- 2007 : Persépolis de Marjane Satrapi et Vincent Paronnaud
- 2008 : Les Femmes de l'ombre de Jean-Paul Salomé : le contrôleur de train
- 2008 : Leur morale... et la nôtre de Florence Quentin : le serveur
- 2015 : Planetarium de Rebecca Zlotowski : le coiffeur
- 2017 : Dalida de Lisa Azuelos : le journaliste à l'Olympia
- 2017 : Marie-Francine de Valérie Lemercier : le prétendant gay de Marie-Francine
- 2017 : The Universe And Me de Thibaut Buccellato : voix-off[34]
- 2018 : Dix pour cent - Saison 3 de Antoine Garceau
- 2021 : Mytho – Saison 2 de Fabrice Gobert
- 2021 : Emily in Paris – Saison 2
- 2021 : Rose de Aurélie Saada
- 2023 : Youssef Salem a du succès de Baya Kasmi
- 2025 : La Venue de l'avenir de Cédric Klapisch : Louis Leroy

## Théâtre

### Adaptation et mise en scène
- 1999 : La Cigale et la Joly, textes pour Sylvie Joly, La Cigale
- 2001 : Une étoile et moi (co-auteur), spectacle musical en hommage à Judy Garland, avec Isabelle Georges, Espace Kiron et tournée.
- 2004 : Rebekabaret, me and my cello (co-auteur), spectacle musical avec la violoncelliste Rebecca Carrington, Festival Fringe, Edimbourg et tournée.
- 2005 : Fetiches, adaptation en collaboration avec Charlotte des Georges d’après John Patrick Shanley.
- 2007 : Messie, adaptation en collaboration avec David Foenkinos d’après Martin Sherman.
- 2011 : Œdipe is your love, auteur.
- 2010-16 : Les improbables, conception et mise en scène en collaboration avec Arthur Nauzyciel, avec Françoise Fabian, Karin Viard, Pascal Greggory, Ariane Ascaride, Aure Atika, Amira Casar, Anne Brochet… CDN Orléans.
- 2013 : Les 20 ans du CDN, conception et mise en scène, CDN Orléans.
- 2019/2023 : Noire, adaptation et mise en scène d’après l’essai de Tania de Montaigne, CDN Rouen / Théâtre du Rond-Point et tournée. Auteur associé au CDN d’Orléans /Arthur Nauzyciel 2010-16.
- 2021 : Musicaa, co-conception et mise en scène avec Alex Beaupain, Festival Sœurs Jumelles / Théâtre de la Coupe d’Or – Rochefort, avec Françoise Fabian, Aure Atika, Tania de Montaigne, Grégoire Leprince-Ringuet, Eden Ducourant, Aurélie Saada.
- 2021 : L'Assignation, adaptation et mise en scène d’après l’essai de Tania de Montaigne, TNB Rennes/Théâtre du Rond-Point et tournée.
- 2021 : Switch, conception et mise en scène avec Tania de Montaigne et Delphine Horvilleur, Théâtre du Rond-Point.
- 2021/2023 : Thomas et ses perruques, co-écriture avec Thomas Poitevin, Théâtre-Sénart / Théâtre du Rond Point.
- 2023 : Amis, co-mise en scène avec et de David Foenkinos, Théâtre Premier / Lviv, Ukraine.

## Distinctions

### Nominations
Pour le film La Délicatesse (2011), coréalisé avec son frère David, il a été nommé plusieurs fois :
- au Festival du film de Sarlat de 2011 (20e édition), 3 nominations :
  - Prix du Public - Prix de la Ville de Sarlat
  - Prix du Jury Jeune TPS Star - Prix du Conseil Général de Dordogne
  - Prix des Lycéens - Prix du Conseil Régional d'Aquitaine[35].